# باسل المقوسي
باسل المقوسي (1971 -) هو فنان تشكيلي ومصور فلسطيني. ولد في مدينة غزة، وأحد مؤسسي شبابيك من غزة للفن المعاصر، وقد شارك في الأعوام (2000-2003) في أكاديمية الفنون الصيفية في دارة الفنون مؤسسة خالد شومان في الأردن، تحت إشراف الفنان مروان قصاب باشي. درس العلاقات العامة والإعلام، وعمل في جمعية جباليا للتأهيل وخلالها استعاد نشاطه الابداعي وأصبح معلمًا للفنون والرسم لرواد الجمعية. اختارته وزارة الثقافة الفلسطينية شخصية العام الثقافية للعام 2025.

## أعماله
أول من شجع باسل للرسم والفن هو والده صلاح، فكلما اندفع إلى الرسم أو تصحيح كراسات طلاب المدارس كان يراقبه، ويحاول تقليده مرات عدة، وفي كل رسمة كان يشجعه، مما زرع محبة المجال في قلبه، وتمتاز أعماله بعمق المضمون والبراعة في تجسيد المعاناة الفلسطينية، يقاوم العدوان من جبهة الفن والثقافة، وتمتاز أعماله الفوتوغرافية والتشكيلية، بأنها تحمل صور الصمود والإصرار تارةً ، وتارةً أخرى وجوه تعبر عن أمل في غد مشرق.

## مقولاته
- " الفن هو الهواء الذي نتنفسه " عندما دمر الاحتلال منزله أثناء حرب غزة عام 2008، قام بالتفتيش بين الأنقاض لينقذ ما يمكن إنقاذه من لوحات، إلا أن بعضها ظلّ سجين الرماد والتراب لتبقى شاهدةً على بطش هذا الاحتلال، بحق كل مكونات الإنسان الفلسطيني من حياة وحب وأمل وفن.[1]
- أرسم من أجل إنسانيتي وفلسطين" في حرب غزة عام 2021 يصف ويستلهم عناوين لوحاته من الحياة اليومية البائسة، والمشاهد القاسية لنازحين يكابدون من أجل البقاء على قيد الحياة وتمثّل هذه اللوحات بالنسبة لباسل كنزا ثمينا، فهي جزء من ذاكرته الفنية والإنسانية، وقد سبق له أن خسر في حروب سابقة لوحات عديدة جراء غارات جوية إسرائيلية.[4]

## معارضه
شارك باسل في العديد من المعارض الفردية والجماعية المحلية والعربية والدولية و حازعلى الجائزة البرونزية لأفضل صورة من اتحاد المصورين العرب أوربا – ألمانيا في العام 2008. ونال جائزة الأوسكار في بينالي تلفزيون النيل الثقافي في عام 2009.
المعارض الشخصية و الجماعية:
- 2018 غزة بالألوان ( قصص من وراء الجدار ) معرض متنقل في أمريكا ل 6 فنانين من غزة.
- 2017 معرض حب x حرب محترف شبابيك منحة وزارة الثقافة الصندوق الثقافي الفلسطيني.
- 2015 معرض حُكم الطبيعة و إقامة فنية في كونيتيكيت – أمريكا.
- 2014 معرض مجانين الحرب – المركز الفرنسي ومؤسسة القطان ومنتدي شارك – غزة – بيت لحم – القدس – نابلس – رام الله.
- 2013 فن من أجل الحرية - ايكونت جاليري السويد.
- 2009 معرض نساء بانجلور - مؤسسة القطان.
- 2007 معرض صور فوتوغرافية – المركز الفرنسي الألماني – رام الله.
- 2006 بينالي طهران – إيران.
- 2006 معرض تصوير فوتوغرافي (ممنوع من العرض) جاليري الميناء – وزارة الثقافة الفلسطينية.
- 2005 معرض شهادة ميلاد جاليري الميناء – وزارة الثقافة الفلسطينية.
- Zeitgeit2005 معرض - بوسطن - أمريكا.
- 2002 معرض (لحظة ولاء) مركز خليل السكاكيني – رام الله.
- 2003 2004 – 2006 معرض الفن العربي القاهرة أسوان.
- 2001 بينالي الإسكندرية.